# Kanton Bras-Panon
Der Kanton Bras-Panon war von 1949 bis 2015 ein französischer Wahlkreis im Arrondissement Saint-Benoît des Übersee-Départements Réunion. Er umfasste die Gemeinde Bras-Panon.

## Bevölkerungsentwicklung
| 1967  | 1974  | 1982  | 1990  | 1999  | 2006   |
| ----- | ----- | ----- | ----- | ----- | ------ |
| 5.533 | 5.941 | 6.945 | 8.455 | 9.671 | 11.028 |